# Nediúrevo
Nediúrevo (en rus: Недюрево) és un poble de l'óblast de Vladímir, a Rússia, segons el cens del 2010 tenia 10 habitants. Pertany al districte de Kirjatx.